# Gare de Rosny-sur-Seine
Ne doit pas être confondu avec Gare de Rosny-sous-Bois ou Gare de Rosny-Bois-Perrier.
La gare de Rosny-sur-Seine est une gare ferroviaire française de la ligne de Paris-Saint-Lazare au Havre, située sur la commune de Rosny-sur-Seine dans le département des Yvelines.

## Situation ferroviaire
Cette gare est située au point kilométrique 62,752 de la ligne de Paris-Saint-Lazare au Havre. Son altitude est de 34 mètres.

## Histoire
La gare est située sur la ligne de Paris Saint-Lazare au Havre. La gare est sur la section ouverte le 9 mai 1843 et celle électrifiée le 11 janvier 1966.
Depuis 2004, elle est desservie par la ligne J du Transilien. Depuis février 2023, ce sont des rames de type Z 50000 qui desservent la gare.

## Fréquentation
En 2011, 470 voyageurs sont montés dans un train dans cette gare.
De 2015 à 2023, les estimations de la SNCF sont les suivantes.
| Année         | 2015    | 2016    | 2017    | 2018    | 2019    | 2020    | 2021    | 2022    | 2023    |
| ------------- | ------- | ------- | ------- | ------- | ------- | ------- | ------- | ------- | ------- |
| Fréquentation | 326 923 | 367 325 | 410 431 | 447 201 | 496 083 | 200 417 | 334 211 | 416 761 | 443 476 |

## Service des voyageurs

### Desserte
La gare est desservie par les trains de la ligne J du Transilien (réseau Paris-Saint-Lazare) et par les trains TER Normandie de la relation Paris-Saint-Lazare - Rouen-Rive-Droite.
Au niveau du Transilien J, elle est située sur le groupe V. La plupart des trains ayant pour terminus Mantes-la-Jolie, moins d'un train par heure continue vers Vernon-Giverny.
Les trains sans arrêt peuvent passer à 150 km/h.

### Intermodalité
La gare est desservie par les lignes A, R et le service de transport à la demande du réseau de bus du Mantois.

## Service des marchandises
Cette gare est ouverte au service du fret (train massif seulement).

## Galerie de photographies

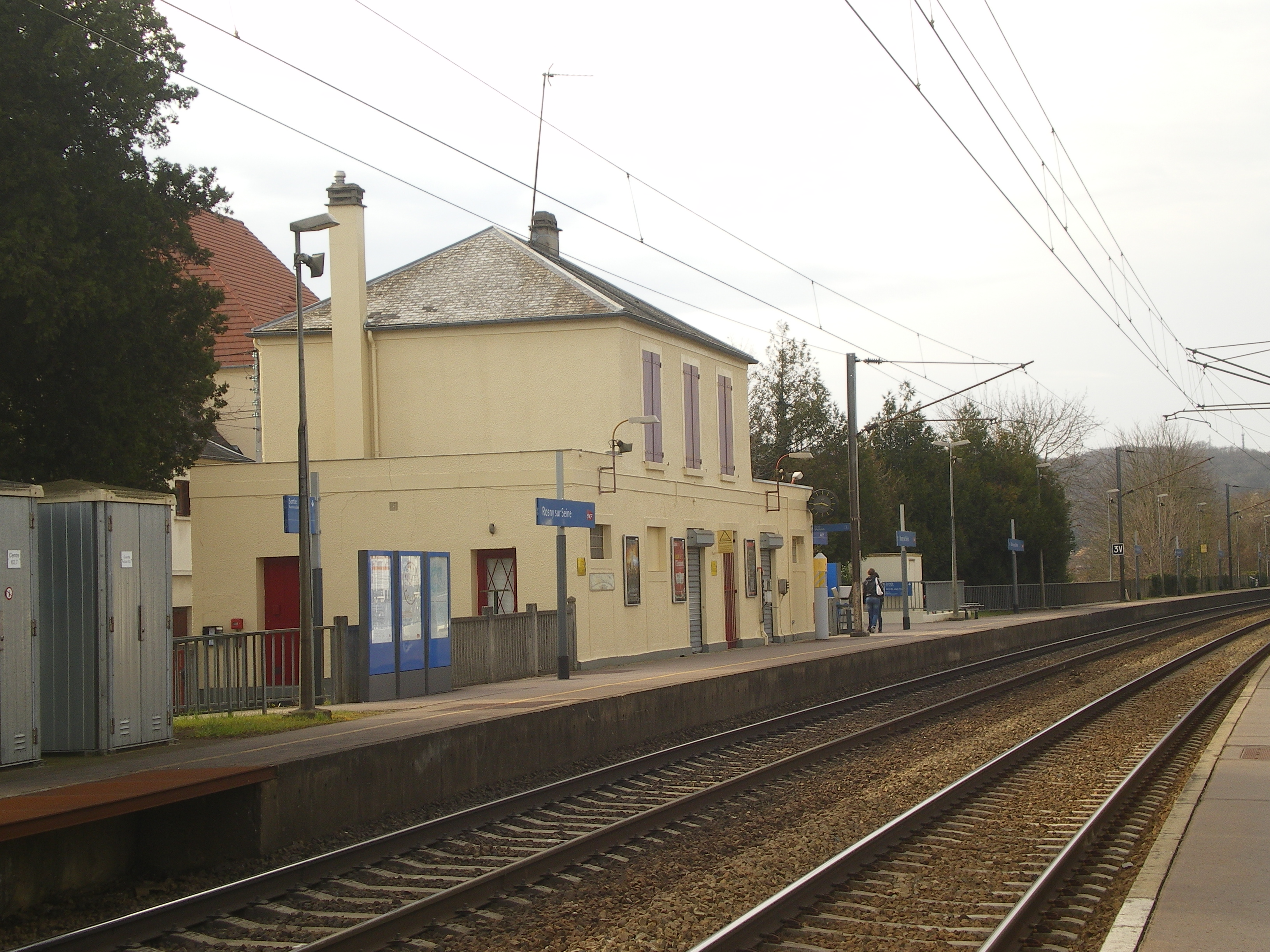
Bâtiment voyageurs vu des voies et quais.
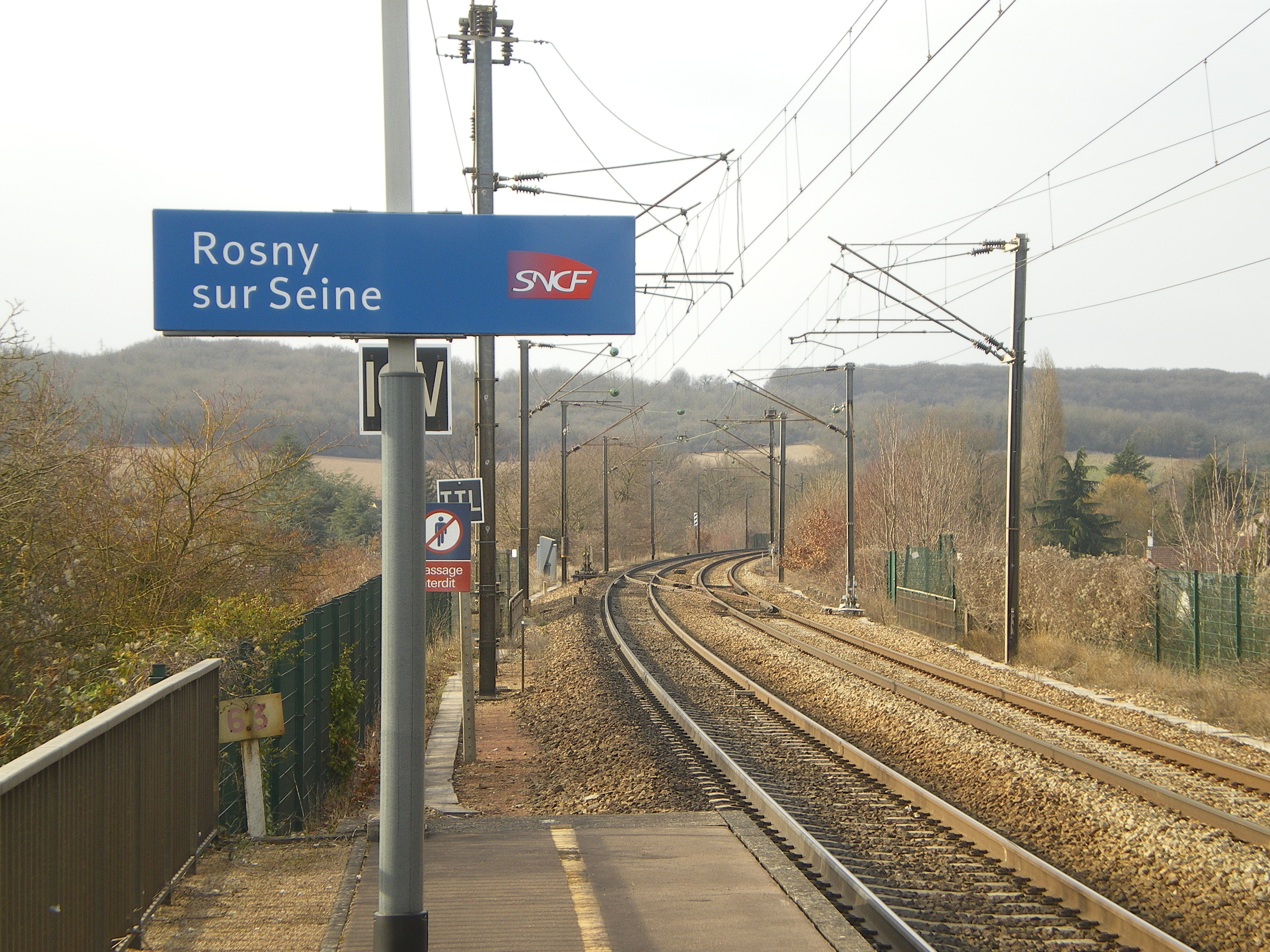
Bout du quai direction Rouen.
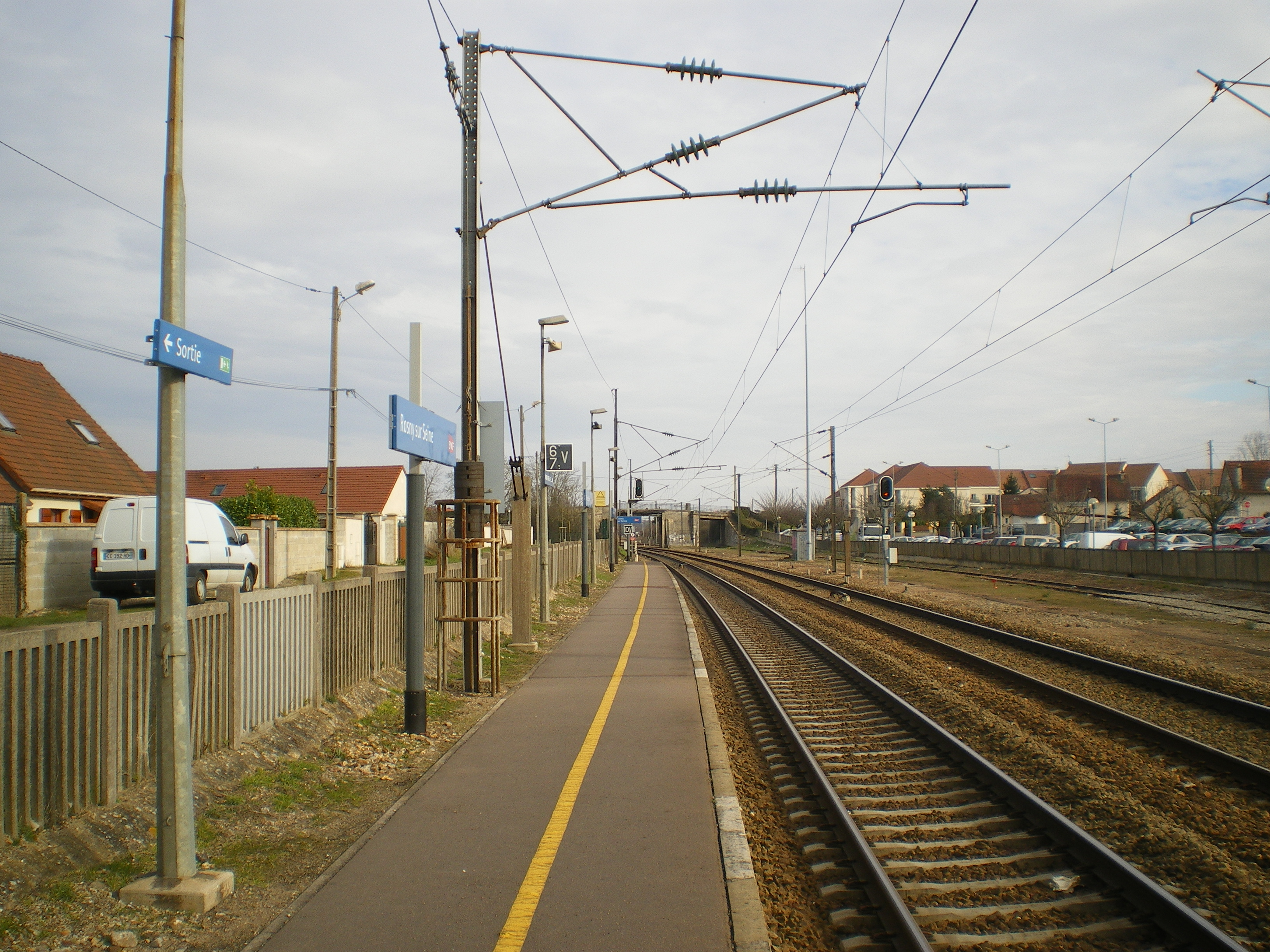
Quai direction Paris.
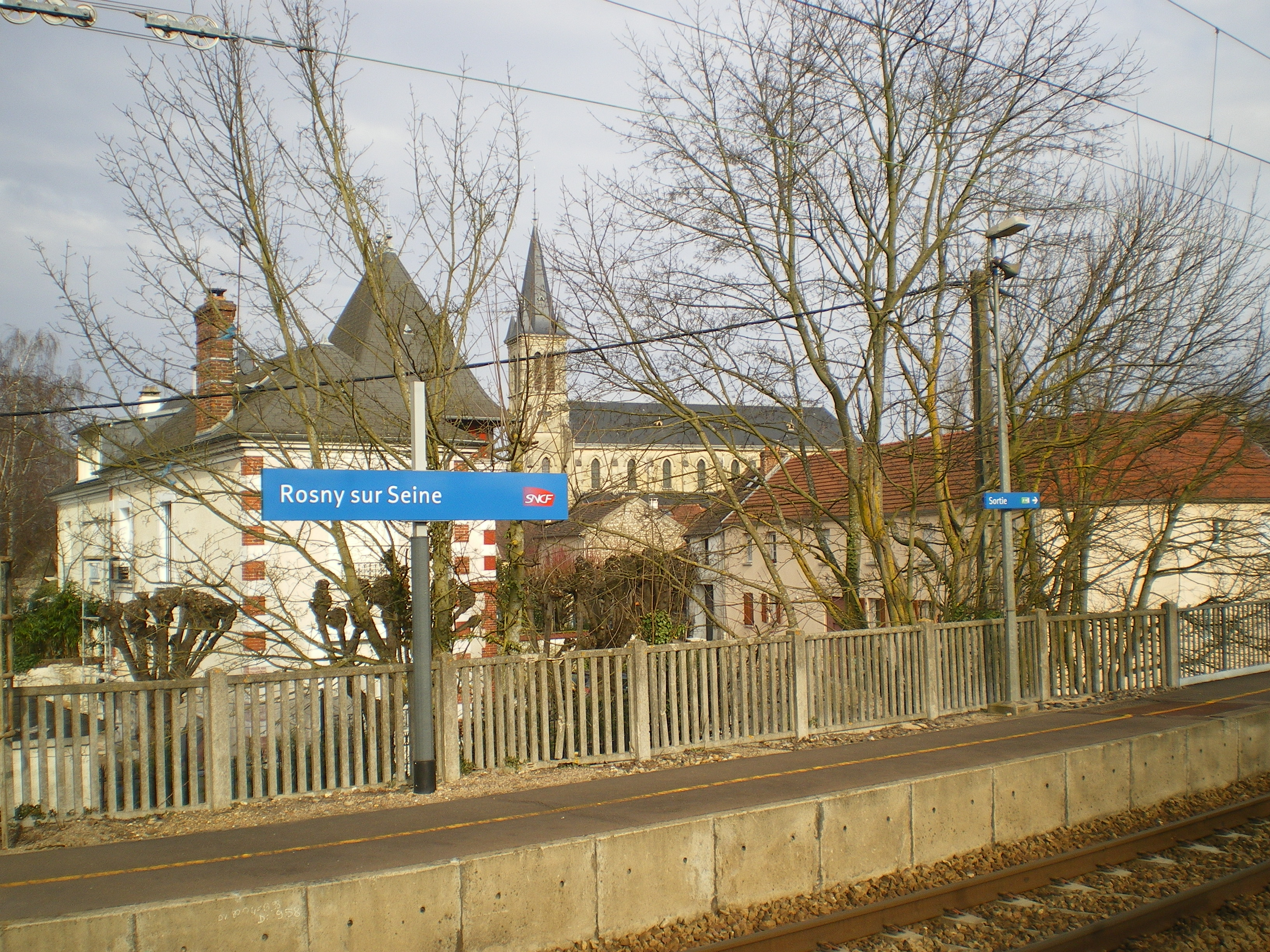
L'église vue depuis la gare.